# 敬大力
敬大力（1958年2月—），辽宁营口人。男，汉族。1976年9月参加工作，1984年6月加入中国共产党。吉林大学法律系刑法专业毕业，法学硕士。

## 生平
1978年3月至1985年1月，在吉林大学法律系读本科、研究生。
1985年1月，任最高人民检察院法律政策研究室书记员、助理检察员。1989年5月，任最高人民检察院法律政策研究室副处级干部、一处副处长（其间于1992年10月至1993年11月挂职任中共安徽省临泉县委副书记）。1994年3月，任最高人民检察院法律政策研究室一处处长。1995年1月，任最高人民检察院法律政策研究室副主任。1999年4月，任最高人民检察院贪污贿赂检察厅副厅长。2000年8月，任最高人民检察院职务犯罪预防厅厅长（其间于2003年8月起任最高人民检察院检察委员会委员；2004年2月至2006年1月挂职任宁夏回族自治区人民检察院副检察长、党组副书记）。
2005年12月，任湖北省人民检察院党组书记、副检察长、代理检察长。2006年2月，任湖北省人民检察院检察长、党组书记。
2016年1月，任北京市人民检察院检察长。
2008年，当选第十一届全国人民代表大会湖北地区代表。2013年，当选第十二届全国人民代表大会湖北地区代表。2018年2月24日，当选为第十三届全国人大代表。